# Phare de la pointe Waipapa
Le phare de la pointe Waipapa est un phare situé sur la Waipapa Point (en) (région de Southland - île du Sud), en Nouvelle-Zélande.
Ce phare est préservé par le Heritage New Zealand depuis juin 2009 .

## Histoire
Construit après le naufrage du Tararua sur des récifs au large de la pointe Waipapa le 29 avril 1881, qui fait 131 morts, il est allumé pour la première fois le 1er janvier 1884. Avec un autre phare construit à proximité (le phare de Kaipara North Head, aujourd'hui désaffecté), c'est l'un des deux derniers phares en bois construits en Nouvelle-Zélande.
Il est automatisé en 1975 et une alimentation électrique solaire est mise en place en 1988. Un nouvel éclairage à LED est installé en décembre 2008.
Identifiant : ARLHS : NZL-056  - Amirauté : K4384 - NGA : 5420 .

### Lien connexe
- Liste des phares de Nouvelle-Zélande